# Promozione Veneto 1985-1986
Nella stagione 1985-1986 la Promozione era sesto livello del calcio italiano (il massimo livello regionale). Qui vi sono le statistiche relative al campionato in Veneto.
Il campionato è strutturato in vari gironi all'italiana su base regionale, gestiti dai Comitati Regionali di competenza. Promozioni alla categoria superiore e retrocessioni in quella inferiore non erano sempre omogenee; erano quantificate all'inizio del campionato dal Comitato Regionale secondo le direttive stabilite dalla Lega Nazionale Dilettanti, ma flessibili, in relazione al numero delle società retrocesse dal Campionato Interregionale e perciò, a seconda delle varie situazioni regionali, la fine del campionato poteva avere degli spareggi sia di promozione che di retrocessione.

## Girone A

### Squadre partecipanti
| Club                         | Città                         |
| ---------------------------- | ----------------------------- |
| A.C. Abano                   | Abano Terme (PD)              |
| A.C. Alpilatte Zanè          | Zanè (VI)                     |
| U.S. Bagnoli                 | Bagnoli di Sopra (PD)         |
| A.C. Cavarzere               | Cavarzere (VE)                |
| S.C. Nova Gens               | Noventa Vicentina (VI)        |
| G.S. Officine Bra Valpantena | Quinto di Valpantena (VR)     |
| U.S. Pollo Miglioranza       | Villafranca di Verona (VR)    |
| A.C. San Martino B.A.        | San Martino Buon Albergo (VR) |
| A.C. Sarcedo                 | Sarcedo (VI)                  |
| S.S. Scardovari              | Scardovari (RO)               |
| A.C. Schio                   | Schio (VI)                    |
| A.S.C. Sommacampagna         | Sommacampagna (VR)            |
| U.S. Soave                   | Soave (VR)                    |
| U.S. Tagliolese              | Taglio di Po (RO)             |
| A.C. Tregnago                | Tregnago (VR)                 |
| A.C. Trissino                | Trissino (VI)                 |

### Classifica finale
|  | Pos. | Squadra           | Pt | G  | V  | N  | P  | GF | GS | DR  |
|  | ---- | ----------------- | -- | -- | -- | -- | -- | -- | -- | --- |
|  | 1.   | Schio             | 38 | 30 | 13 | 12 | 5  | 40 | 22 | +18 |
|  | 2.   | Nova Gens         | 38 | 30 | 11 | 16 | 3  | 36 | 23 | +13 |
|  | 3.   | Alpilatte Zanè    | 36 | 30 | 10 | 16 | 4  | 31 | 21 | +10 |
|  | 4.   | Sommacampagna     | 35 | 30 | 11 | 13 | 6  | 35 | 25 | +10 |
|  | 5.   | Bagnoli           | 32 | 30 | 9  | 14 | 7  | 37 | 30 | +7  |
|  | 6.   | Abano Terme       | 31 | 30 | 11 | 9  | 10 | 19 | 19 | 0   |
|  | 7.   | Trissino          | 31 | 30 | 7  | 17 | 6  | 26 | 25 | +1  |
|  | 8.   | Cavarzere         | 30 | 30 | 6  | 18 | 6  | 21 | 22 | -1  |
|  | 9.   | Pollo Miglioranza | 30 | 30 | 7  | 16 | 7  | 28 | 27 | +1  |
|  | 10.  | San Martino B.A.  | 30 | 30 | 5  | 20 | 5  | 27 | 27 | 0   |
|  | 11.  | Tregnago          | 30 | 30 | 10 | 10 | 10 | 29 | 29 | 0   |
|  | 12.  | Officine Bra      | 29 | 30 | 7  | 15 | 8  | 24 | 24 | 0   |
|  | 13.  | Scardovari        | 29 | 30 | 9  | 11 | 10 | 29 | 31 | -2  |
|  | 14.  | Sarcedo           | 24 | 30 | 5  | 14 | 11 | 16 | 25 | -9  |
|  | 15.  | Tagliolese        | 24 | 30 | 5  | 14 | 11 | 22 | 29 | -7  |
|  | 16.  | Soave             | 13 | 30 | 1  | 11 | 18 | 20 | 61 | -41 |

### Spareggio 1.posto
25-05-1986 : (a Cittadella) Schio-Nova Gens 1-0

## Girone B

### Squadre partecipanti
| Club                   | Città                     |
| ---------------------- | ------------------------- |
| A.C. Belluno           | Belluno (BL)              |
| A.C. Caerano           | Caerano di San Marco (TV) |
| A.S. Cornuda           | Cornuda (TV)              |
| A.S. Crea              | Spinea (VE)               |
| A.C. Dolo              | Dolo (VE)                 |
| U.S. Fulgor Salzano    | Salzano (VE)              |
| U.S. Fulgor Trevignano | Trevignano (TV)           |
| S.P. Ge.Me.Az. S.Polo  | San Polo di Piave (TV)    |
| U.S. Legnarese         | Legnaro (PD)              |
| A.C. Liventina         | Motta di Livenza (TV)     |
| G.S. Martellago        | Martellago (VE)           |
| A.C. Ponte nelle Alpi  | Ponte nelle Alpi (BL)     |
| A.C. Portogruaro       | Portogruaro (VE)          |
| A.C. Sandonà           | San Donà di Piave (VE)    |
| A.C. Spinea            | Spinea (VE)               |
| A.C. Vedelago          | Vedelago (TV)             |

### Classifica finale
|  | Pos. | Squadra            | Pt | G  | V  | N  | P  | GF | GS | DR  |
|  | ---- | ------------------ | -- | -- | -- | -- | -- | -- | -- | --- |
|  | 1.   | Sandonà 1922       | 40 | 30 | 13 | 14 | 3  | 43 | 17 | +26 |
|  | 2.   | Caerano            | 38 | 30 | 14 | 10 | 6  | 35 | 18 | +17 |
|  | 3.   | Ponte nelle Alpi   | 34 | 30 | 11 | 12 | 7  | 33 | 20 | +13 |
|  | 4.   | Cornuda            | 32 | 30 | 8  | 16 | 6  | 28 | 25 | +3  |
|  | 5.   | Fulgor Salzano     | 32 | 30 | 9  | 14 | 7  | 25 | 27 | -2  |
|  | 6.   | Portogruaro Calcio | 32 | 30 | 10 | 12 | 8  | 26 | 22 | +4  |
|  | 7.   | Crea               | 31 | 30 | 9  | 13 | 8  | 21 | 24 | -3  |
|  | 8.   | Ge.Me.Az. San Polo | 31 | 30 | 11 | 9  | 10 | 34 | 28 | +6  |
|  | 9.   | Vedelago           | 31 | 30 | 11 | 9  | 10 | 25 | 21 | +4  |
|  | 10.  | Liventina          | 30 | 30 | 7  | 16 | 7  | 23 | 27 | -4  |
|  | 11.  | Spinea             | 30 | 30 | 10 | 10 | 10 | 26 | 23 | +3  |
|  | 12.  | Legnarese          | 29 | 30 | 8  | 13 | 9  | 23 | 29 | -6  |
|  | 13.  | Dolo               | 28 | 30 | 7  | 14 | 9  | 21 | 27 | -6  |
|  | 14.  | Martellago         | 24 | 30 | 5  | 14 | 11 | 25 | 40 | -15 |
|  | 15.  | Fulgor Trevignano  | 22 | 30 | 7  | 8  | 15 | 20 | 33 | -13 |
|  | 16.  | Belluno            | 16 | 30 | 4  | 8  | 18 | 12 | 39 | -27 |

Nota: Il Fulgor Trevignano fu ripescato.

### Finali titolo regionale
- 1/6/1986 Schio-Sandonà 0-1
- 8/6/1986 Sandonà-Schio 5-0